# Новоаксайський
Новоаксайський (рос. Новоаксайский) — хутір у Октябрському районі Волгоградської області Російської Федерації.
Населення становить 742  особи. Входить до складу муніципального утворення Новоаксайське сільське поселення.

## Історія
Хутір розташований у межах українського історичного та культурного регіону Жовтий Клин.
Згідно із законом від 15 грудня 2004 року № 968-ОД  органом місцевого самоврядування є Новоаксайське сільське поселення.

## Населення
| 1897 | 1915 | 2010 |
| ---- | ---- | ---- |
| 565  | ↗616 | ↗742 |